# Autostrada A7 (Maroko)

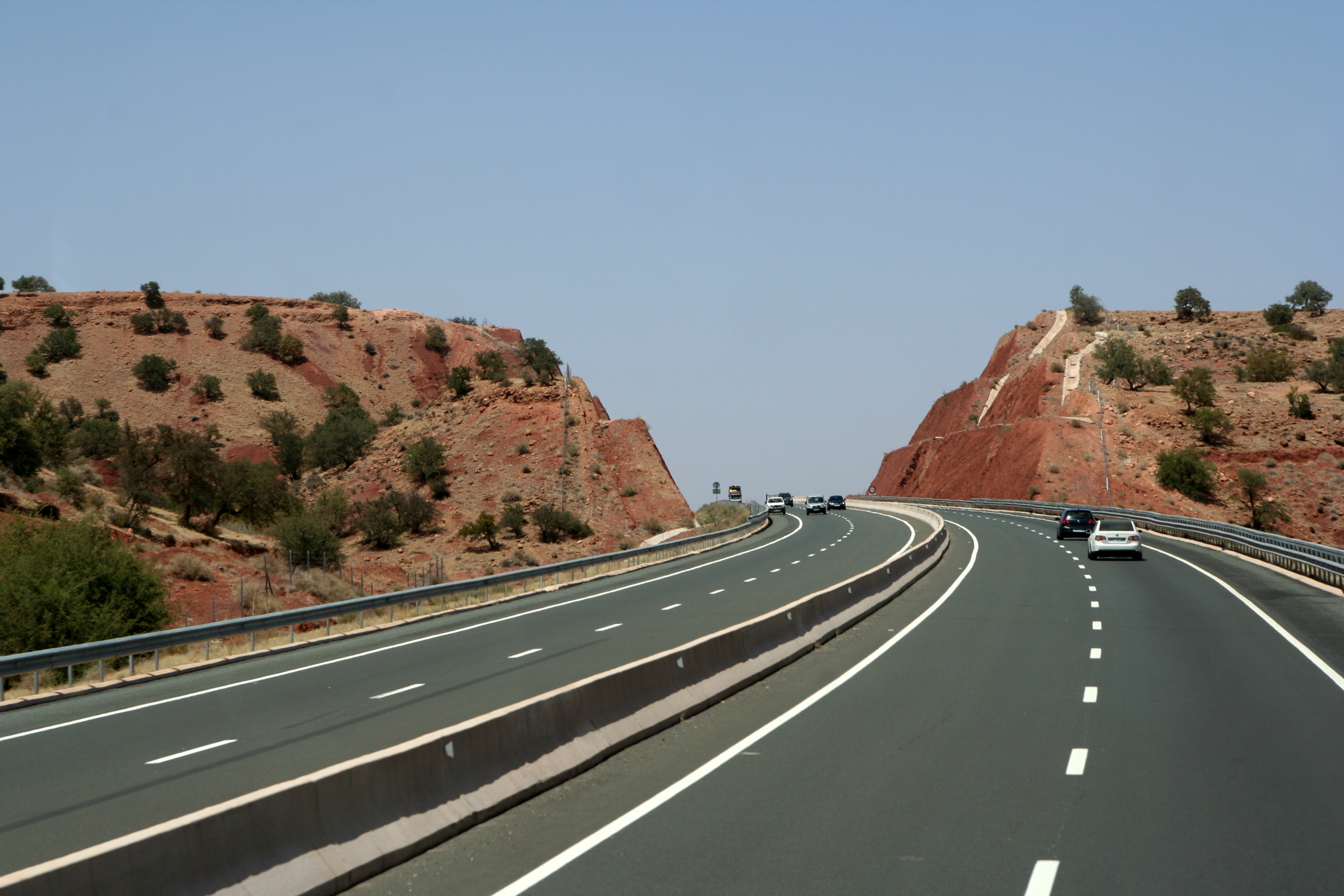
Autostrada A7 w Maroku

Autostrada A7 (arab. طريق سيار الدار البيضاء - أكادي) – autostrada w Maroku, o długości 453 km, łącząca Casablankę z Agadirem, przechodząca przez północno-zachodnią część Marrakeszu i góry Atlas Wysoki.  

## Chronologia powstawania drogi
- czerwiec 2001: Casablanca - Sattat 57 km
- listopad 2005: Obwodnica Sattat 17 km
- 16 kwietnia 2007: Sattat - Marrakesz 145 km[1]
- 5 stycznia 2009: Marrakesz - Ludaja 50 km[2]
- 21 czerwca 2010: Ludaja - Agadir 183 km[3]